# Culpeo pamparóka
A culpeo pamparóka (Lycalopex culpaeus) kutyaféle ragadozó, amely a dél-amerikai Andokban él Kolumbiától egészen a Tűzföldig.

## Megjelenése

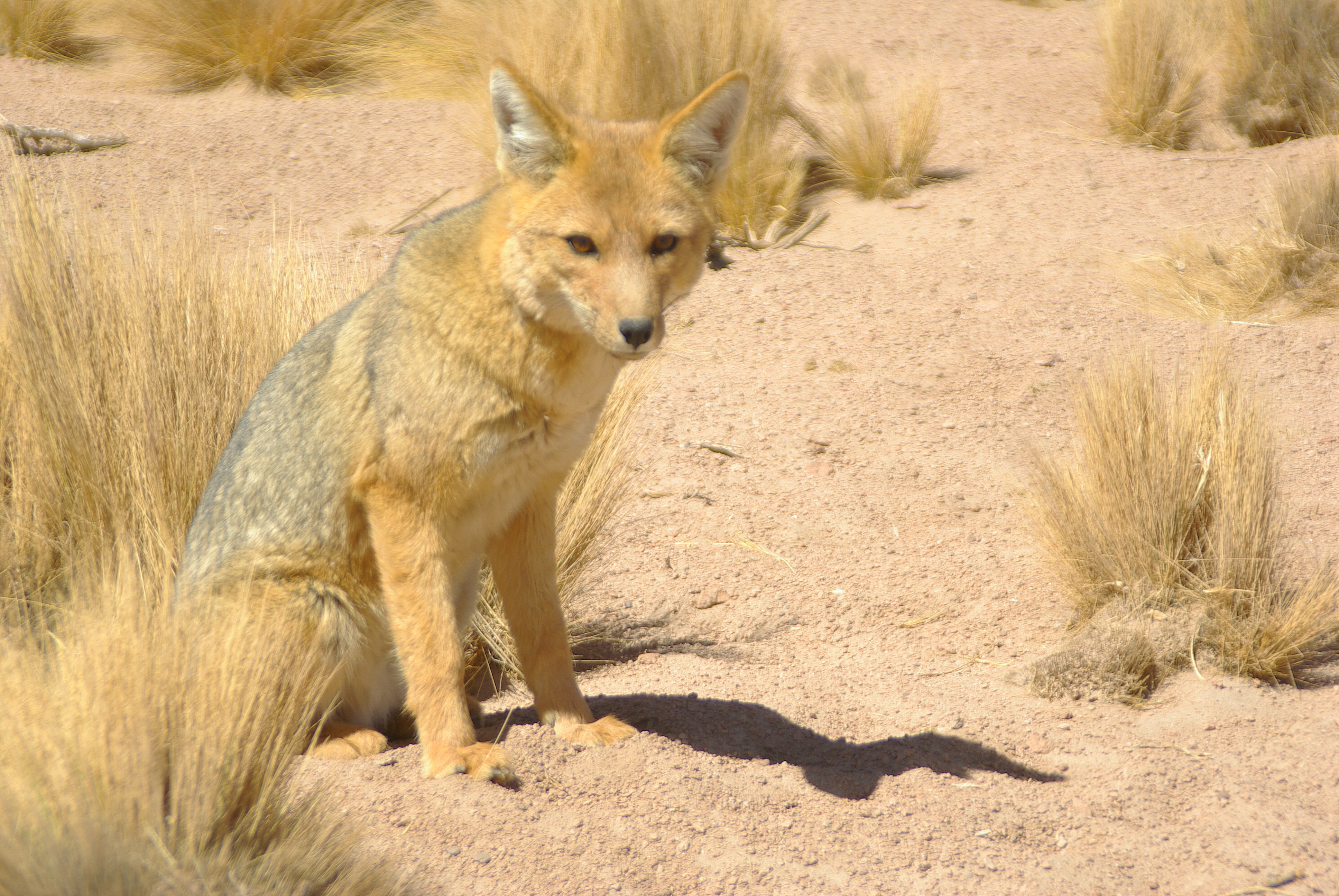

A culpeo a pamparókák nemének legnagyobb képviselője és a dél-amerikai kutyafélék között a második legnagyobb a sörényes farkas után. Testtömege egy róka és egy prérifarkas között van, a hímek átlagsúlya 11,4 kg, a kisebb nőstényeké 8,4 kg. Teljes testhossza 90 és 165 cm között változik, amiből a farka 30–51 cm-t tesz ki. Feje, és pofája széles. Szőrzete a hátán szürke, őszes, lábai és feje vörhenyes vagy sárgásbarna színű. Bozontos farkának vége fekete és a gerincen is fekete sáv húzódhat végig. Álla, nyaka és hasa fehéres, világos színű. A pamparókák közül neki vannak a legnagyobb tépőfogai és legkisebb zápfogai.
Sejtjeiben 37 pár kromoszóma található.
Hat alfaja ismert:
- Lycalopex culpaeus andinus (Thomas, 1914)
- Lycalopex culpaeus culpaeus (Molina, 1782)
- Lycalopex culpaeus lycoides (Philippi, 1896)
- Lycalopex culpaeus magellanicus (Gray, 1837)
- Lycalopex culpaeus reissii (Hilzheimer, 1906)
- Lycalopex culpaeus smithersi (Thomas, 1914)

## Előfordulása és életmódja

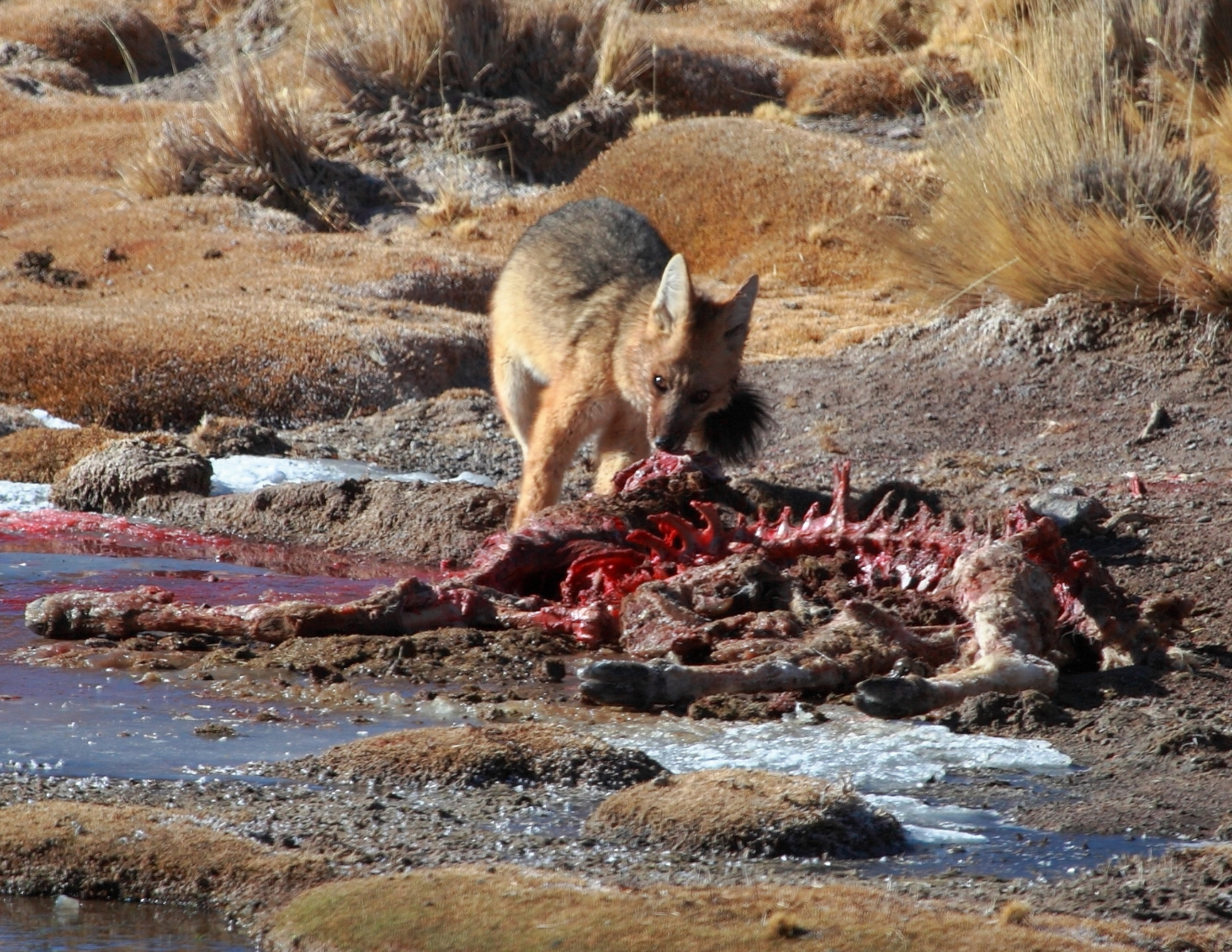
Culpeo pamparóka egy vikunyadögnél

A culpeo pamparóka eredetileg főleg az Andok nyugati lejtőin élt, Kolumbiától egészen a kontinens déli csücskéig, a Tűzföldig. Újabban, a juhtenyésztés elterjedésével és a nyulak betelepítésével a culpeo megtelepült az Andoktól keletre, Argentína déli síkságain is. A Falkland-szigetekre az ember vitte be. A nyílt területeken, félsivatagokban és a lombhullató erdőkben egyaránt előfordul. A tengerszint fölötti elterjedését az erdőhatár korlátozza, a trópusi vidékeken 4200 méternél.
Opportunista ragadozó, megeszik mindent amit el bír fogni. Főleg kisemlősökre, rágcsálókra, nyulakra (a behurcolt európai üregi nyúlra és mezei nyúlra) és időnként fiatal birkákra és guanakókra vadászik. Az északon élő rókák teljes mértékben húsevők, a déli, hidegebb vidéken lakók megeszik a gyümölcsöket is. Magányosan vadásznak, többnyire éjszaka, de zsákmányállatuk aktivitásától függően nappali életmódra is áttérhetnek.
Populációsűrűsége Észak-Patagóniában 0.2-1.3/km², Chile északi részén 0,3-2.6/km². Természetes ellensége a puma.
A párzási időszak augusztustól októberig tart. 55-60 napos vemhesség után a nőstény 2-5 kölyköt hoz a világra, amelyek két hónapos korukig szopnak. Fogságban élettartamuk 11 év. 

## Környezetvédelmi helyzete
Bár az invazív nyulak számának csökkentésével hasznos fajnak mondható, a pásztorok és farmerek dúvadnak tekintik és rendszeresen vadásszák. A prémkereskedők is csapdázzák és vadásznak rá, emiatt helyenként populációi meggyérültek, de ahol a vadászattal felhagynak, létszáma gyorsan visszaáll a korábbi szintre. Chilében betiltották a vadászatát, de tilalmat nem ellenőrzik szigorúan. Bolíviában a prémjével való kereskedelem tilos, de maga a faj nem védett.

## Fordítás
- Ez a szócikk részben vagy egészben  a   Culpeo című angol Wikipédia-szócikk ezen változatának fordításán alapul.  Az eredeti cikk szerkesztőit annak laptörténete sorolja fel. Ez a jelzés csupán a megfogalmazás eredetét és a szerzői jogokat jelzi, nem szolgál a cikkben szereplő információk forrásmegjelöléseként.